# Sesamum prostratum
Sesamum prostratum är en sesamväxtart som beskrevs av Anders Jahan Retzius. Sesamum prostratum ingår i släktet sesamer, och familjen sesamväxter. Inga underarter finns listade i Catalogue of Life.